# How I Met Your Mother/Staffel 2
Die zweite Staffel der amerikanischen Sitcom How I Met Your Mother wurde vom 18. September 2006 bis zum 14. Mai 2007 auf dem US-Sender CBS erstausgestrahlt. Die deutschsprachige Erstausstrahlung sendete der deutsche Free-TV-Sender ProSieben vom 6. Dezember 2008 bis zum 14. Februar 2009.

## Darsteller
| Rollenname                    | Schauspieler        |
| ----------------------------- | ------------------- |
| Theodore „Ted“ Evelyn Mosby   | Josh Radnor         |
| Marshall Eriksen              | Jason Segel         |
| Robin Charles Scherbatsky Jr. | Cobie Smulders      |
| Barney Stinson                | Neil Patrick Harris |
| Lily Aldrin                   | Alyson Hannigan     |

## Episoden
| Nr. (ges.) | Nr. (St.) | Deutscher Titel                    | Originaltitel             | Erstausstrahlung USA | Deutschsprachige Erstausstrahlung (D) | Regie         | Drehbuch                               |
| --- | --------- | ---------------------------------- | ------------------------- | -------------------- | ------------------------------------- | ------------- | -------------------------------------- |
| 23 | 1         | Das große Baby                     | Where Were We?            | 18. Sep. 2006        | 6. Dez. 2008                          | Pamela Fryman | Carter Bays & Craig Thomas             |
| Ted ist sehr glücklich über seine neue Beziehung mit Robin, während Marshall sich in Trauer wegen der Trennung mit Lily befindet. Per Internet erfährt er, dass auf Lilys Kreditkarte vor kurzem ein Zimmer in New York bezahlt wurde. Ted versucht zu verhindern, dass Marshall zum Hotel geht, dieser tut es dennoch und schlägt den Mann, der die Tür von Lillys Zimmer öffnet. Schließlich erfahren sie, dass die Kreditkarte gestohlen wurde und Lily nicht in New York ist. Nach vielen Aufheiterungsversuchen geht es Marshall langsam besser. |           |                                    |                           |                      |                                       |               |                                        |
| 24 | 2         | Neues Leben, alte Fehler           | The Scorpion and the Toad | 25. Sep. 2006        | 6. Dez. 2008                          | Rob Greenberg | Chris Harris                           |
| Überzeugt davon, dass Marshall über Lily hinweg ist, versucht Barney ihm zu helfen, neue Frauen in der Bar kennenzulernen. Marshall hat dabei sogar mehrfach Erfolg; doch jedes Mal, kurz bevor er bei einer Frau landen kann, schnappt Barney sie ihm vor der Nase weg. Währenddessen ist Lily aus San Francisco zurückgekehrt und geht mit Robin auf Wohnungssuche. Nach einigen Beschönigungen gesteht sie, dass es ein Fehler gewesen sei, New York zu verlassen. Marshall begegnet ihr und auf Lilys Frage, ob sie wieder zusammenkommen können, beschließen sie, dass sie es zunächst ruhig angehen wollen. |           |                                    |                           |                      |                                       |               |                                        |
| 25 | 3         | Brunch                             | Brunch                    | 2. Okt. 2006         | 13. Dez. 2008                         | Pamela Fryman | Stephen Lloyd                          |
| Teds Eltern kommen zu Besuch. Dabei erfährt er, dass diese schon längst getrennt leben. Lily und Marshall haben Sex, sich darüber hinaus aber nicht vertragen. Teds Eltern haben sich getrennt, weil sie zu verschieden waren, worin Ted und Robin sich als Paar wiedererkennen. |           |                                    |                           |                      |                                       |               |                                        |
| 26 | 4         | Ted Mosby, Architekt               | Ted Mosby: Architect      | 9. Okt. 2006         | 13. Dez. 2008                         | Pamela Fryman | Kristen Newman                         |
| Ted und Robin haben ihren ersten größeren Streit. Barney gibt sich auf Partys als Ted Mosby aus, um zu zeigen, dass Architektur anziehend auf Frauen wirkt. Robin, die denkt, es sei Ted, der auf den Partys war, ist böse, bis sie entdeckt, dass Ted den ganzen Abend gearbeitet hat und versucht für Ted, Interesse an seinem Projekt zu zeigen. |           |                                    |                           |                      |                                       |               |                                        |
| 27 | 5         | Das ideale Paar                    | World’s Greatest Couple   | 16. Okt. 2006        | 20. Dez. 2008                         | Pamela Fryman | Brenda Hsueh                           |
| Weil Lily keine richtige Wohnung findet, wohnt sie bei Barney. Da seine Eroberungen Lily für Barneys Ehefrau halten, findet Barney Gefallen an ihrer Anwesenheit in der Wohnung, da er sie als ultimative Waffe gegen seine Bettgeschichten sieht. Als Lily jedoch mehr und mehr Änderungen an der Wohnung vornimmt und Barney realisiert, dass er sich in einer Art Beziehung mit ihr befindet, schmeißt er sie raus, jedoch darf sie alles, was sie in die Wohnung gebracht hat, mitnehmen. Marshall verbringt viel Zeit mit Brad, der auch Single ist, bis sie fast wie ein Paar wirken. Doch dann verträgt Brad sich wieder mit seiner Freundin. |           |                                    |                           |                      |                                       |               |                                        |
| 28 | 6         | Auf Safari                         | Aldrin Justice            | 23. Okt. 2006        | 20. Dez. 2008                         | Pamela Fryman | Jamie Rhonheimer                       |
| Ted bietet Lily eine Stelle als Sekretärin in seiner Firma an. Als sie jedoch bemerkt, dass ihr Chef sehr unfreundlich ist, versucht sie ihn zu erziehen. Ted hält das aber für keine gute Idee und feuert sie. Als das aktuelle Bauprojekt abgelehnt wird, zeigt Ted seinen persönlichen Entwurf, welcher Zuspruch findet. Lily fängt wieder an, im Kindergarten zu unterrichten. Währenddessen hat Marshall Probleme mit seiner strengen Jura-Professorin. Um ihm zu helfen, versucht Barney sie zu verführen, da er es als Aufgabe ansieht, eine Cougar zu verführen. Jedoch stellt sich heraus, dass er sie nicht befriedigen kann und ihr sexuell unterlegen ist. Am Ende bricht er sich seine Hüften, doch Marshall bekommt dennoch eine gute Note. |           |                                    |                           |                      |                                       |               |                                        |
| 29 | 7         | Swarley                            | Swarley                   | 6. Nov. 2006         | 27. Dez. 2008                         | Pamela Fryman | Greg Malins                            |
| Marshall lernt die junge Frau Chloe kennen. Ted und Barney halten diese für verrückt, was sich zu bestätigen scheint, da sie zunehmend unter Verfolgungswahn leidet. Dieser ist allerdings begründet, denn Lily verfolgt sie aus Eifersucht. Schließlich entscheidet sich Marshall gegen Chloe und er und Lily werden wieder ein Paar. Durch eine Verwechslung bekommt Barney den Namen Swarley den er nicht mehr los bekommt. Vor allem Ted verbreitet diesen Namen, um Barney zu ärgern. Am Ende der Episode wird ein Bezug zur Sitcom Cheers hergestellt, indem alle Barbesucher „Swarley!“ rufen, der Barkeeper deren Titelsong abspielt („Where everybody knows your name“) und die Textformatierung des Abspanns an die von Cheers angepasst wird. |           |                                    |                           |                      |                                       |               |                                        |
| 30 | 8         | Atlantic City                      | Atlantic City             | 13. Nov. 2006        | 27. Dez. 2008                         | Pamela Fryman | Maria Ferrari                          |
| Marshall und Lily kommen wieder zusammen. Kurze Zeit später beschließen sie, in Atlantic City zu heiraten. Dort können sie nach einigen Hürden heiraten, merken allerdings, dass sie eine richtige Hochzeit haben möchten. Wie sich herausstellt, da er in Atlantic City sehr viele Leute kennt, hatte Barney ein Spielproblem und war vorher regelmäßig dort. |           |                                    |                           |                      |                                       |               |                                        |
| 31 | 9         | Schlag auf Schlag                  | Slap Bet                  | 20. Nov. 2006        | 3. Jan. 2009                          | Pamela Fryman | Kourtney Kang                          |
| Marshall und Barney wollen herausfinden, warum Robin keine Mall besuchen möchte und wetten um drei Ohrfeigen, ob es wegen einer Mall-Hochzeit oder wegen eines Pornofilms war. Barney spielt den Anfang eines Videos ab; er scheint gewonnen zu haben und ohrfeigt Marshall drei Mal. Im weiteren Verlauf des Videos zeigt sich jedoch, dass Robin mit 16 ein Popstar in Kanada war und ein Jahr lang unter dem Künstlernamen „Robin Sparkles“ in Malls auftreten musste. Da Barney Marshall ungerechtfertigt geohrfeigt hat, darf Marshall dies nun fünf Mal jeweils zu einem Zeitpunkt seiner Wahl. |           |                                    |                           |                      |                                       |               |                                        |
| 32 | 10        | Im Pärchen-Koma                    | Single Stamina            | 27. Nov. 2006        | 3. Jan. 2009                          | Pamela Fryman | Kristen Newman                         |
| Während des Winters fallen Ted und Robin, Marshall und Lily in ein Pärchen-Koma und begeben sich nicht mehr aus dem Haus, weshalb Barney oft ausgeschlossen wird. Doch dann bekommt er Besuch von seinem schwulen, dunkelhäutigen Bruder James. Barney ist überglücklich, dass James denselben Lebensstil pflegt, aber als James sich komisch verhält, findet Barney heraus, dass dieser verlobt ist. Barney stellt sich zunächst gegen die Verbindung, doch als er erfährt, dass James ein Baby adoptieren will und er damit Onkel wird, ist er so begeistert, dass er sogar der Trauzeuge auf James‘ Hochzeit wird. |           |                                    |                           |                      |                                       |               |                                        |
| 33 | 11        | Wie Lily Weihnachten gestohlen hat | How Lily Stole Christmas  | 11. Dez. 2006        | 10. Jan. 2009                         | Pamela Fryman | Brenda Hsueh                           |
| Heilig Abend steht vor der Tür, und Lily dekoriert dafür die Wohnung. Doch dann kommt es zum Streit zwischen ihr und Ted, der, während sie von Marshall getrennt war, sie auf einer – nun wiedergefundenen – Anrufbeantworteraufnahme mit einem sehr unvorteilhaften Begriff bezeichnet hatte. Lily ist beleidigt, nimmt den gesamten Schmuck ab und bringt ihn mit in ihre Wohnung. Darüber ist Ted sehr aufgebracht, denn seiner Meinung nach sabotiere sie das Weihnachtsfest. Währenddessen wird Barney krank, versucht dies aber zu ignorieren. Wie sich herausstellt, ist Ted auch böse auf Lily, da sie sich bei ihm nie für ihr Weggehen entschuldigt hat. Ted fährt zu seiner religiösen Cousine, bis Lily ihm folgt und sie sich vertragen. |           |                                    |                           |                      |                                       |               |                                        |
| 34 | 12        | Erste Male                         | First Time in New York    | 8. Jan. 2007         | 10. Jan. 2009                         | Pamela Fryman | Gloria Calderon Kellett                |
| Robin holt ihre jüngere Schwester Katie vom Flughafen ab. Als ihr Katie gesteht, dass sie mit ihrem Freund schlafen will, ist Robin völlig entsetzt. Robins Freunde versuchen, Katie klarzumachen, dass sie noch warten soll. Dabei packen sie die Geschichten ihrer ersten Male aus. Am Ende trennt sich Katies Freund von ihr, da sie aufgrund der Geschichten doch noch warten will. |           |                                    |                           |                      |                                       |               |                                        |
| 35 | 13        | Säulen der Menschheit              | Columns                   | 22. Jan. 2007        | 17. Jan. 2009                         | Rob Greenberg | Matt Kuhn                              |
| Ted wird in seiner Arbeit zum Chefarchitekten befördert und muss sich mit seinem ehemaligen Chef herumschlagen. Er versucht diesen zu entlassen, hat aber erst Mitleid, bis es doch zu viel wird. Die Freunde entdecken ein Nacktbild, das Lily von Marshall gemalt hat. Daraufhin will auch Barney von Lily gemalt werden, wofür Lily so viel Geld verlangt, dass sie davon ihre Hochzeitsreise bezahlen kann, doch als sie Barney malt, lässt sie ein entscheidendes Detail aus. |           |                                    |                           |                      |                                       |               |                                        |
| 36 | 14        | Das Montagsspiel                   | Monday Night Football     | 5. Feb. 2007         | 17. Jan. 2009                         | Rob Greenberg | Carter Bays & Craig Thomas             |
| Der Superbowl steht an. Doch wegen der Beerdigung des Barkeepers Mark können alle das Spiel nicht sehen. Später versuchen alle, das Spielergebnis nicht zu erfahren, bis sie Zeit haben, die Aufzeichnung zu sehen. Dies stellt sich als äußerst schwierig heraus. Am Ende kennen doch alle vorher das Ergebnis, haben aber trotzdem Freude daran, das Spiel gemeinsam zu sehen. |           |                                    |                           |                      |                                       |               |                                        |
| 37 | 15        | Wer den Penny ehrt                 | Lucky Penny               | 12. Feb. 2007        | 24. Jan. 2009                         | Pamela Fryman | Matt Sorrentino & Martynas Prusevicius |
| Ted, von Robin zum Flughafen begleitet, verpasst den Flug zu einem Vorstellungsgespräch. Im Nachhinein überlegt er, warum er zu spät am Flughafen war. Ted hob einen sehr alten Penny auf; für dessen Wert ging er mit Robin essen, wobei sie auf dem Rückweg einen Brautmodenladen mit Sonderangeboten entdeckten. Lily und Robin campierten davor und am nächsten Tag erschreckte Robin, die etwas Schlaf nachholen wollte, Marshall in der Wohnung. Dieser verletzte sich und konnte nicht am geplanten Marathon teilnehmen, was Barney für ihn übernahm. Der hatte danach solche Schmerzen, dass er die U-Bahn nicht verlassen konnte, weshalb Ted, um ihm zu helfen, über das Drehkreuz sprang weil Barneys U-Bahn bereits einfuhr, was eine Anhörung nach sich zog, wegen der Ted seinen Flug verpasst hat. Im Nachhinein stellt sich das als gut heraus, da die Stelle in der Zukunft einen Umzug erfordert hätte. Die Geschichte wird in umgekehrter Reihenfolge erzählt, indem Ted und Robin sich jeweils daran erinnern, wie eins der Ereignisse verursacht wurde. |           |                                    |                           |                      |                                       |               |                                        |
| 38 | 16        | Nur Theater                        | Stuff                     | 19. Feb. 2007        | 24. Jan. 2009                         | Pamela Fryman | Kourtney Kang                          |
| Ted und Robin reden über ihre Ex-Partner, wobei herauskommt, dass diverse Dinge, die Ted besitzt, von seinen Ex-Freundinnen stammen. Robin verlangt, dass er alles davon abschafft, doch dann entdeckt er, dass Robins Hunde allesamt Geschenke ihrer Ex-Freunde sind. Lily lädt die Freunde zu einem Theaterstück ein, bei dem sie mitspielt. Barney findet es schrecklich und meint, es sei eine Zumutung, zu verlangen, dass er sich das Stück vollständig anzusehen und dann auch noch vorzugeben habe, es habe ihm gefallen. Lily meint, dass gute Freunde so etwas tun sollten, woraufhin Barney die Freunde nötigt, sich ein stundenlanges grauenvolles Ein-Mann-Stück mit ihm anzusehen, bis Marshall ihn ohrfeigt. Robin schafft letzten Endes ihre Hunde ab, Ted seine Sachen aber nicht. Sie streiten, beschließen am Ende jedoch, zusammen in Robins Wohnung zu ziehen. |           |                                    |                           |                      |                                       |               |                                        |
| 39 | 17        | Arrivederci, Fiero                 | Arrivederci, Fiero        | 26. Feb. 2007        | 31. Jan. 2009                         | Pamela Fryman | Chris Harris                           |
| Marshalls Fiero geht kurz vor der 200.000ten gefahrenen Meile kaputt. In der Werkstatt denken die Freunde über die gemeinsamen Erlebnisse nach, die sie mit dem Auto verbinden. Am Ende verabschiedet sich Marshall von dem Auto und somit von einem bestimmten Abschnitt seines Lebens. |           |                                    |                           |                      |                                       |               |                                        |
| 40 | 18        | Der Abschlepp-Wagen                | Moving Day                | 19. März 2007        | 31. Jan. 2009                         | Pamela Fryman | Maria Ferrari                          |
| Ted und Robin wollen zusammenziehen. Barney klaut den Umzugswagen und deponiert ihn hinter der Bar, um sich dort mit seinen Eroberungen zu vergnügen. Lily und Marshall freuen sich zunächst, die Wohnung für sich zu haben, doch schnell merken sie, wie sehr ihnen Ted fehlt. Ted und Robin müssen einsehen, dass sie und ihre Gewohnheiten zu unterschiedlich sind und so zieht Ted wieder bei Lily und Marshall ein. |           |                                    |                           |                      |                                       |               |                                        |
| 41 | 19        | Pikante Partys                     | Bachelor Party            | 9. Apr. 2007         | 7. Feb. 2009                          | Pamela Fryman | Carter Bays & Craig Thomas             |
| Barney plant für Marshall gegen dessen Willen eine Junggesellenabschied mit Stripperin. Lilys Party gestaltet sich dagegen sehr ruhig mit ihrer Verwandtschaft, welche zum größten Teil jedoch bereits im Seniorenalter sind. Robin, die für Lily ein pikantes Geschenk besorgt hat, versucht zu verhindern, dass sie dieses auspackt, doch am Ende ist selbst Lilys Großmutter eher amüsiert als geschockt. Marshall ist wegen der Stripperin wütend auf Barney und meint, er könne nicht Trauzeuge werden, da er die Hochzeit nur sabotieren würde. Lily erzählt daraufhin, wie Barney während ihrer Trennung von Marshall bei ihr war und sie überzeugt hat, zurück zu Marshall zu gehen. Daraufhin werden Barney und Ted Trauzeugen. |           |                                    |                           |                      |                                       |               |                                        |
| 42 | 20        | Showdown                           | Showdown                  | 30. Apr. 2007        | 7. Feb. 2009                          | Pamela Fryman | Gloria Calderon Kellett                |
| Lily und Marshall beschließen, vor der Hochzeit etwas Abstand voneinander zu gewinnen. Lily muss zunehmen, um in ihr Hochzeitskleid zu passen. Barney nimmt an der Sendung „Der Preis ist heiß“ teil, da seine Mutter ihm einst erzählte, der Moderator Bob Barker sei sein Vater. Lily und Marshall halten es nicht aus, voneinander getrennt zu sein und treffen sich heimlich. Barney gewinnt in der Sendung, gibt aber zu, dass es sich vermutlich nicht um seinen Vater handelt und schenkt seine Gewinne Lilly und Marshall als Hochzeitsgeschenke. |           |                                    |                           |                      |                                       |               |                                        |
| 43 | 21        | Hochzeit mit Harfe                 | Something Borrowed        | 7. Mai 2007          | 14. Feb. 2009                         | Pamela Fryman | Greg Malins                            |
| Lily und Marshals Hochzeit steht an und alles geht schief. Lilys Ex-Freund taucht auf, die hochschwangere Harfenspielerin bekommt Wehen, Marshall rasiert sich, nachdem seine Haare blond gefärbt wurden, den Kopf und Lily rastet aus. Lily und Marshall treffen sich draußen, um zu entspannen, und beschließen schließlich, einfach im Grünen mit den engsten Freunden zu heiraten, und werden von Barney getraut. Später wiederholen sie das auf der offiziellen Feier, wo alles schiefgeht, was sie aber nicht mehr stört. |           |                                    |                           |                      |                                       |               |                                        |
| 44 | 22        | Kinder oder Argentinien            | Something Blue            | 14. Mai 2007         | 14. Feb. 2009                         | Pamela Fryman | Carter Bays & Craig Thomas             |
| Lilys und Marshalls Hochzeit ist vorbei und alle sind auf der Feier. Das Brautpaar ist so mit den Gästen beschäftigt, dass sie nicht dazu kommen, etwas zu essen. Ted und Robin wollen nach der Hochzeit allen etwas sagen, was Barney mitbekommt. Er drängt, bis die beiden erzählen, was los ist. Erst denken alle, Robin sei schwanger. Doch beide erzählen von einem Gespräch, das sie schon Wochen zuvor geführt haben. Dabei haben sie entdeckt, dass sie vollkommen unterschiedliche Ziele und Vorstellungen von der Zukunft haben, weswegen sie sich dann getrennt haben, sie wollten dies nur nicht erzählen, um die Hochzeit nicht zu stören. |           |                                    |                           |                      |                                       |               |                                        |